# Джордж Сімпсон (метеоролог)
Сер Джордж Кларк Сімпсон (англ. Sir George Clarke Simpson; 2 вересня 1878 — 1 січня 1965) — британський метеоролог, президент Королівського метеорологічного товариства у 1940—1941 роках.

## Біографія
Джордж Кларк Сімпсон народився в Дербі, Англія, в сім'ї Артура Сімпсона (власника універмагу на Іст-стріт) і його дружини Еліс Лембтон Кларк. Він був другим сином, але третьою дитиною з семи. Загалом у родині народилося троє синів і четверо доньок.
Здобув освіту в школі Дербі. До 19 років працював у магазині батька. Потім він вивчав науку в коледжі Овенса в Манчестері, здобувши ступінь бакалавра у 1900 році, а потім навчався в аспірантурі в Геттінгенському університеті.
У 1902 році він відвідав Лапландію для дослідження атмосферної електрики. У 1905 році його призначили викладачем Манчестерського університету — він став першою людиною, яка читала лекції з метеорології в британському університеті. У 1906 році він приєднався до Індійської метеорологічної служби як імперський метеоролог і працював у штаб-квартирі в Шімлі. Він проінспектував багато метеорологічних станцій в Індії та Бірмі. У 1910 році він з колегою Чарльзом Райтом працював метеорологом в антарктичній експедиції «Терра Нова» Роберта Фалькона Скотта. Інші учасник експедиції дали йому прізвисько «Сонячний Джим», він побудував одну з перших метеостанцій на континенті, проводячи експерименти на повітряних кулях, для перевірки атмосфери, визначення впливу висоти на температуру. Сімпсон записав спостереження за температурою та вітром у базовому таборі на мисі Еванс. Він також керував цією станцією протягом кількох місяців, коли Скотт і його група вирушили в подорож до Південного полюса у листопаді 1911 року.
Повернувшись з Антарктиди у серпні 1912 року (на той час результат перегонів до Південного полюса був уже відомий, але не доля Скотта та інших членів останньої групи), Сімпсон повернувся до Шімли, щоб знову працювати на Індійську метеорологічну службу, з головним офісом у Калькутті та філією в Шімлі. У Шімлі Джордж Сімпсон жив у котеджі Худ, також відомому як Мадан Кундж. Саме тут, у котеджі Худ, Сімпсон зібрав свої нотатки про дослідження Антарктики, а також отримав новину про смерть Скотта та Полярної групи, яку оприлюднили після повернення експедиції до Англії на початку 1913 року. Новина викликала у нього глибоку депресію.

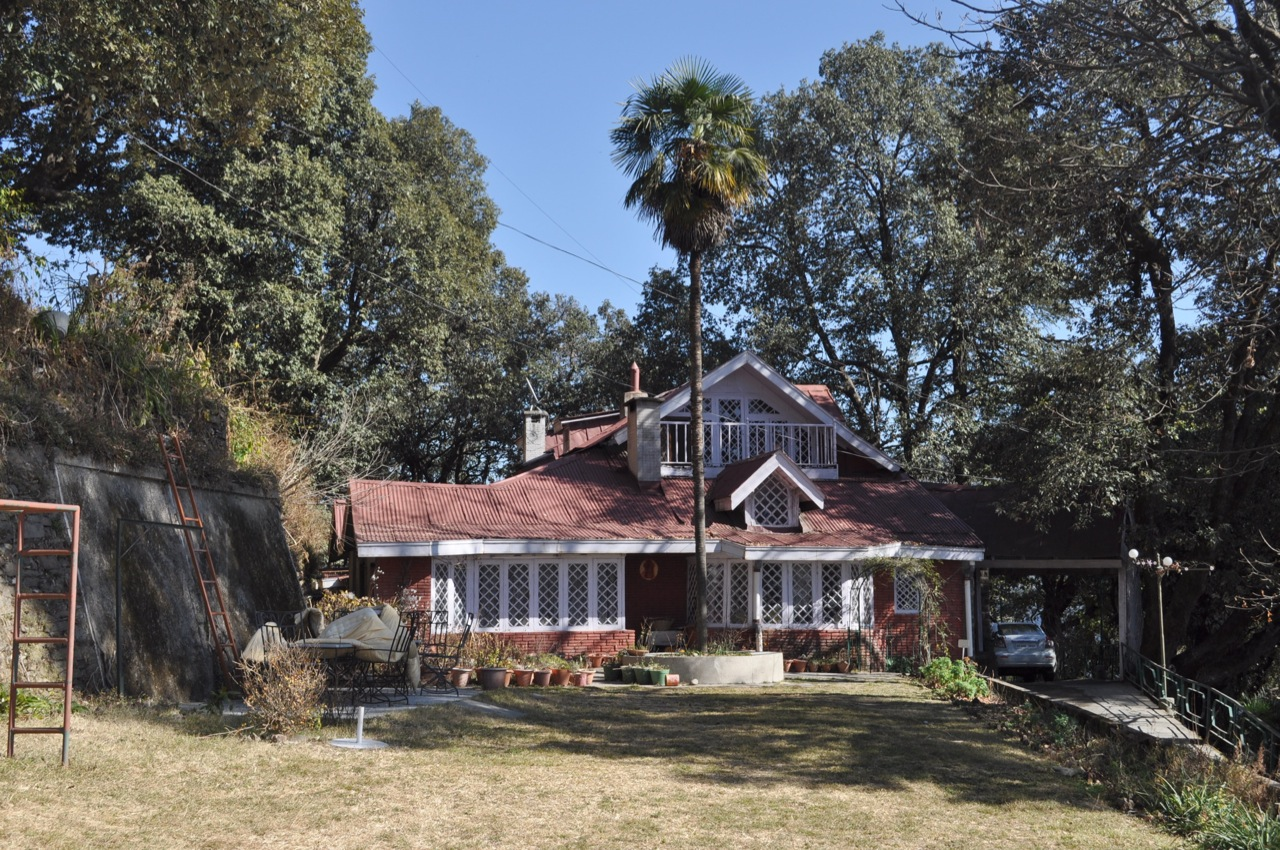
Котедж Худ, Шімла

З 1914 року, початку Першої світової війни, багато співробітників Індійського метеорологічного відділу призвали на військову службу. З березня по травень 1916 року Сімпсону довелося служити в армії радником з метеорології британського експедиційного корпусу в Месопотамії, яка зараз є частиною південного Іраку. Пізніше його запросили на посаду помічника секретаря Комітету з боєприпасів, тому він знову залишив Шімлу.
У 1920 році його призначили директором Метеорологічного управління в Лондоні. Він залишив посаду у 1938 році, Сімпсон перебував директором найдовше. В Метеорологічному управлінні він займався науковою роботою в галузі атмосферної електрики, іонізації, радіоактивності та сонячного випромінювання, досліджував причини блискавок і в 1926 році встановив шкалу сили вітру Сімпсона, модифікацію шкали Бофорта, яка є стандартною шкалою, що використовується в усьому світі; до цього часу називають шкалою сили вітру Бофорта.
У 1935 році король Георг V посвятив Сімпсона в лицарі.
На початку Другої світової війни, у 1939 році Сімпсона відкликали з відставки та відправили на дійсну службу. Він очолив обсерваторію Кью, де до 1947 року продовжив свої дослідження електричної структури грози.
Сімпсона нагородили почесними ступенями доктора в університетах Манчестера, Сіднея та Абердина.
Сімпсон помер у Бристолі на Новий рік, 1 січня 1965 року, у віці 86 років.

## Сім'я
23 вересня 1914 року Сімпсон одружився з Дороті Джейн Стівен, дочкою Сесіла Стівена. У них було четверо дітей: Скотт Сімпсон (1915—1981), професор геології Ексетерського університету; Артур Сімпсон (британський вчений, що спеціалізувався на вивченні рослин і морських тварин); Олівер Сімпсон (фізик Національної фізичної лабораторії); і Джин Сімпсон, лікар.

## Відзнаки та нагороди
- Почесний доктор природничих наук (Манчестер і Сідней)
- Почесний доктор права (Абердін)
- Член Лондонського королівського товариства, 1915[2]
- Командор ордена Британської імперії, 1919 рік
- Кавалер ордена Бані, 1926 рік
- Лицар-командор ордена Бані, 1935 рік
- Президент Британського метеорологічного товариства, 1940—1941
- Будівля Британської антарктичної служби з питання криги та клімату в Галлі-Бей, Антарктида (75° 35' пд. ш., 26° 40' зах. д.), відома як Платформа Сімпсона в пам'ять про сера Джорджа Кларка Сімпсона.